# 大分県道672号戸畑日田線
大分県道672号戸畑日田線（おおいたけんどう672ごう とばたひたせん）は、大分県玖珠郡玖珠町から日田市に至る一般県道である。

## 概要
玖珠郡玖珠町大字戸畑から日田市元町に至る。
もともとは国道210号交点が起点だったが主要地方道の大分県道54号玖珠天瀬線の路線指定により距離が短縮された。
起点付近には大分自動車道 天瀬高塚IC、高塚愛宕地蔵尊がある。

### 路線データ
- 起点：大分県玖珠郡玖珠町大字戸畑（大分県道54号玖珠天瀬線交点）
- 終点：大分県日田市元町（田島陸橋南交差点、大分県道48号日田玖珠線交点）

## 歴史
- 1959年（昭和34年）3月31日 - 大分県告示第374号により、県道戸畑日田線として路線認定される（当時の整理番号は162）[1]。
- 1973年（昭和48年）4月2日 - 大分県告示第250号により戸畑日田線として路線認定[2]。
- 1993年（平成5年）5月11日 - 建設省から、県道戸畑日田線の一部を玖珠天瀬線として主要地方道に指定される[3]。

## 路線状況

### 道路施設

#### 橋梁
- 田島陸橋（久大本線、日田市）

## 地理

### 通過する自治体
- 玖珠郡玖珠町
- 日田市

### 交差する道路
| 交差する道路           | 市町村名 | 市町村名 | 交差する場所 | 交差する場所            |
| ---------------------- | -------- | -------- | ------------ | ----------------------- |
| 大分県道54号玖珠天瀬線 | 玖珠郡   | 玖珠町   | 大字戸畑     | 起点                    |
| 大分県道48号日田玖珠線 | 日田市   | 日田市   | 元町         | 田島陸橋南交差点 / 終点 |

### 交差する鉄道
- 久大本線（田島陸橋）

### 沿線
- E34 大分自動車道 8 天瀬高塚IC（起点付近）
- 高塚愛宕地蔵尊（起点付近）
- 日田市立東部中学校
- JR九州久大本線・日田彦山線BRT 日田駅